# Panaimarathupatti
Panaimarathupatti là một thị xã panchayat của quận Salem thuộc bang Tamil Nadu, Ấn Độ.

## Nhân khẩu
Theo điều tra dân số năm 2001 của Ấn Độ, Panaimarathupatti có dân số 8051 người. Phái nam chiếm 51% tổng số dân và phái nữ chiếm 49%. Panaimarathupatti có tỷ lệ 60% biết đọc biết viết, cao hơn tỷ lệ trung bình toàn quốc là 59,5%: tỷ lệ cho phái nam là 68%, và tỷ lệ cho phái nữ là 52%. Tại Panaimarathupatti, 13% dân số nhỏ hơn 6 tuổi.